# کلاته نو (بردسکن)
کلاته نو نام روستایی از توابع بخش مرکزی شهرستان بردسکن در استان خراسان رضوی است. این روستا در دهستان کنارشهر قرار دارد و براساس سرشماری سال ۱۳۸۵ جمعیت آن ۸۲۱ نفر (۲۳۶ خانوار) بوده است.